# 堀冨士夫
堀 富士雄（ほり ふじお[、1942年 - ) 日本の起業家、実業家。岐阜県大垣市出身
株式会社デリカスイト代表取締役FOUNDER。一般社団法人日本惣菜協会会長。財団法人大垣市勤労福祉サービスセンター理事長。岐阜協立大学客員教授。
認定NPO法人日本国際ポスター美術館 理事長･館長。

## 人物・経歴
- 1961年 - 南山大学中退後、個人商店として佃煮卸売業を創業
- 1972年2月 - 水都食品株式会社設立
- 1972年3月 - 岐阜経済大学経済学部卒業
- 1974年3月 - 名古屋栄養短大卒業
- 1975年12月 - 大垣市築捨町に本社兼セントラルキッチン建設
- 1998年 - （株）キッコーマンデリカスイト代表取締役副社長就任
- 2006年3月 - 岐阜経済大学大学院（修士課程）修了
- 2007年4月 - 京都大学（大学院　岡田知弘研究室）研究生（2010年3月迄）
- 2008年4月 - 株式会社デリカスイト代表取締役FOUNDER就任
- 2017年 - 藍綬褒章受賞[3]
- 2019年4月 - 岐阜協立大学客員教授
- 2022年 - 食品産業功労賞受賞[4]